# Michel Tournier
Michel Tournier (19. prosince 1924 Paříž – 18. ledna 2016) byl francouzský spisovatel, jehož nejznámější dílo, román Král duchů (Le Roi des aulnes), bylo oceněno Goncourtovou cenou (1970).
Jeho první román Pátek aneb lůno Pacifiku (Vendredi ou les Limbes du Pacifique) zvolili čtenáři deníku Le Monde 55. nejdůležitější knihou 20. století.
Tournierovo prozaické dílo se drží spíše tradičních narativních postupů a jednotného děje, proto bývá považováno za protiklad tzv. nového románu. V jeho románech se snoubí realismus s mytologickými a fantastickými motivy (někdy se mluví o tzv. mytologickém románu); často čerpají z německé literatury a kultury, z bible či z myšlení Gastona Bachelarda.
Tournier je také autorem řady povídek, esejů, rozhlasových her a pořadů, přednášek a článků či knih pro děti.

### Romány
- Vendredi ou les Limbes du Pacifique (1967), česky Pátek aneb lůno Pacifiku (2006)
- Le Roi des aulnes (1970), česky Král duchů (1988 a 2000)
- Vendredi ou la Vie sauvage (1971), česky Pátek aneb vítězství divočiny (1977)
- Les Météores (1975), česky Meteory (1998)
- Gaspard, Melchior et Balthazar (1980), česky Kašpar, Melichar, Baltazar (1999)
- Gilles et Jeanne (1983)
- La Goutte d'Or (1985)
- La Couleuvrine (1994)
- Eléazar ou la Source et le Buisson (1996), česky Eleazar aneb pramen a keř (1999)

### Pohádky a novely
- Le Coq de bruyère (1978), česky Tetřev hlušec (1984)
- La Fugue du Petit Poucet (1979)
- Pierrot ou les secrets de la nuit (1979)
- Barbedor (1980)
- Le Médianoche amoureux (1989)
- Sept contes (1998)

### Publicistika
- Le Vent Paraclet (1978)
- Le Vol du vampire (1981)
- Vues de dos (1981)
- Des clefs et des serrures (1983)
- Petites proses (1986)
- Le Tabor et le Sinaï (1988)
- Le Crépuscule des masques (1992)
- Le Pied de la lettre (1994)
- Le Miroir des idées (1994)
- Le Vol du vampire (1994)
- Célébrations (1999), česky Chvalořečení (2007)
- Journal Extime (2002)
- Allemagne, un conte d'hiver de Henri Heine (2003)
- Le Bonheur en Allemagne? (2004)
- Les Vertes lectures (2006)
- Je m'avance masqué (2010)